# Hime-gawa
Le fleuve Hime (姫川, Hime-gawa) est un cours d'eau du Japon long de 60 km qui traverse les préfectures de Nagano et Niigata.

## Géographie

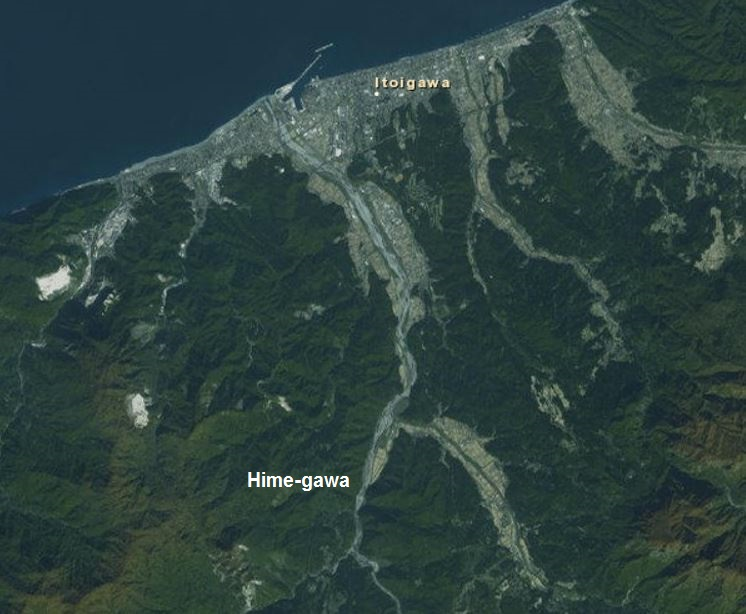
L'embouchure du fleuve Hime à Itoigawa.

La source du fleuve Hime se trouve dans la préfecture de Nagano, au sud du village de Hakuba, environ 1 km au nord du lac Aoki. Les eaux du fleuve émergent d'une zone humide appelée Oyomi Shitsugen (親海湿原) sur les pentes de la colline Sanosaka (佐野坂丘陵, Sanosaka kyūryō) à une altitude de 800 m. Son embouchure vers la mer du Japon se trouve à Itoigawa dans la préfecture de Niigata.
Son cours, orienté nord, s'écoule dans la vallée de Hakuba, le long du versant nord-est du massif montagneux des Alpes du Nord. Après avoir quitté le village de Hakuba, il entre dans celui d'Otari qu'il traverse du nord au sud. Au-delà d'Otari, le fleuve Hime serpente en tresses vers le nord, dans la ville d'Itoigawa, jusqu'à la mer du Japon.
Long de 60 km, le fleuve Hime dispose d'un bassin versant de 722 km2 étendu sur les deux préfectures de Nagano (35 km) et Niigata (25 km).
Les parcs nationaux Chūbu-Sangaku et Jōshin'etsukōgen couvrent environ 3 % de la superficie du  bassin du fleuve.

### Toponymie
Selon le Kojiki, recueil de mythes concernant l’origine des îles formant le Japon et des dieux du shintō, Ōkuninushi, un dieu du shintō, quitta Izumo avec l'intention d'obtenir la main de la princesse Nunakawa, fille d'une importante famille de l'ancienne province de Koshi et réputée pour sa beauté. Rapidement marié, le couple eut un enfant : Takeminakata no kami, une divinité vénérée de nos jours au sanctuaire Suwa près du lac Suwa.
C'est ainsi que Nunakawa hime devint la déesse tutélaire de sa région d'origine, région désormais surnommée par ses habitants : pays de la princesse (姫の国, Hime no kuni). Un sanctuaire fut érigé pour l'honorer : Amatsu-jinja, et le principal cours d'eau de la région fut baptisé « Hime-gawa ».

## Économie
Depuis l'époque féodale (1185-1603), le bassin du fleuve Hime est un centre économique actif du Japon ; le fleuve Hime permettant le transport de produits extraits de la mer du Japon, comme le sel, vers les provinces de l'est de Honshū.
En 1938, la découverte d'un filon de jade au contrebas du mont Myōjō, près de la rivière Kotaki, un affluent de rive gauche du fleuve Hime, amorce l'essor d'un artisanat de la joaillerie.
Au cours du XXe siècle, l'industrie de la chimie s'est développée sur la rive droite de l'estuaire du fleuve Hime, notamment la production de ciment fabriqué à partir du calcaire extrait des carrières du mont Myōjō.
À partir de la fin du XXe siècle, le fret fluvial a commencé à décliner du fait de l'arrivée du chemin de fer puis des transports routiers comme la route nationale 148 qui connecte Nagano, capitale de la préfecture du même nom, à Itoigawa via Ōmachi.

## Histoire
Le bassin versant du fleuve Hime se serait formé en même temps que la ligne tectonique Itoigawa-Shizuoka lors d'une collision des deux plaques tectoniques eurasiatique et nord-américaine.
Pendant l'ère Edo (1603–1868), l'administration shogunale décide de mettre en place un système de contrôle des crues du fleuve. Depuis lors, de nombreux barrages ont été construits le long du cours d'eau et de ses principaux affluents pour prévenir les inondations, contrôler l'érosion des sols, et, à l'ère moderne, pour produire de l'énergie hydroélectrique.

## Principaux affluents
Les principaux affluents du fleuve Hime sont :
- à Hakuba :
  - La rivière Hira (平川, Hira-kawa?),
  - La rivière Matsu (松川, Matsu-kawa?) ;
- à Otari :
  - La rivière Nakaya (中谷川, Nakaya-gawa?) dont la source est située au mont Amakazari,
  - La rivière Ura (浦川, Ura-kawa?) dont la source est située sur le versant nord du mont Hieda ;
- à Itoigawa :
  - La rivière Ōdokoro (大所川, Ōdokoro-kawa?),
  - La rivière Kotaki (小滝川, Kotaki-gawa?),
  - La rivière Nechi (根知川, Nechi-gawa?) dont la source est située au mont Amakazari.

## Barrages

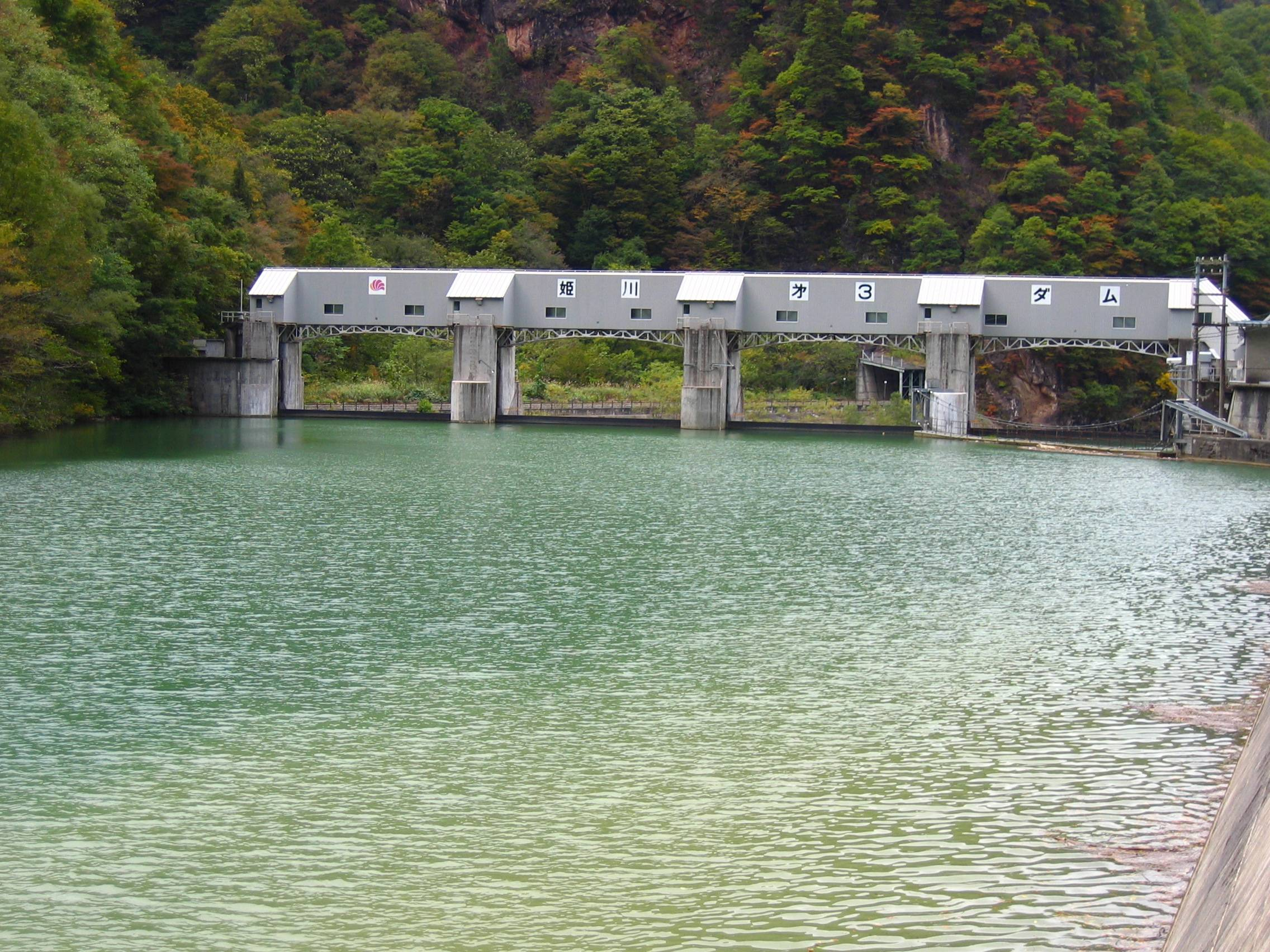
Barrage Himekawa III à Otari.

En 2016, le bassin versant du fleuve Hime comprend trois barrages dont les deux principaux sont les barrages Himekawa II à Hakuba et Himekawa III à Otari. Ils permettent de lutter contre les inondations, produire de l'électricité, constituer des réserves d'eau potable et assurer l'irrigation des terres agricoles de la région.
Le troisième barrage a été construit en 2000, à Itoigawa. C'est un barrage de rétention de débris rocheux et de sable, spécialement conçu pour contrôler les flux de matières minérales produites par l'érosion des pentes des montagnes proches sous l'effet des pluies annuelles abondantes et de la fonte des glaces.
Le débit de quelques-uns des affluents du fleuve Hime est aussi régulé par des barrages naturels créés lors de glissements de terrain sur les contrebas des massifs montagneux des Alpes du Nord, limite naturelle du bassin de drainage du cours d'eau.

## Ponts
En 2016, le fleuve Hime est enjambé par une cinquantaine de ponts dont, à Itoigawa, le pont routier Himekawa qui date de 1939, sa réplique plus moderne datant de 1966 est longue de 410 m : le grand pont Himekawa, et le pont Himekawa supportant, depuis 2007, une partie du tracé de la ligne Shinkansen Hokuriku sur une longueur de 462 m dans l'estuaire du fleuve.
Dans les trois municipalités traversées par le fleuve plusieurs ponts portent le nom du fleuve.

## Catastrophes naturelles
Du fait de son alignement le long de la ligne tectonique Itoigawa-Shizuoka en bordure de la Fossa Magna, le bassin du fleuve Hime s'étend dans une zone géologique relativement instable composée principalement de reliefs montagneux. De plus, Les travaux d'aménagement du bassin du fleuve, effectués pour contrôler les crues tout le long du cours d'eau, n'empêchent pas toujours les inondations dues aux débordements du fleuve provoqués par des typhons venus de la mer du Japon.

### Inondations de 1911
Le 8 août 1911 au matin, dans le village d'Otari, un glissement de terrain sur le versant nord du mont Hieda, dont le sommet culmine à une altitude de 1 443 m, provoque un déversement massif de sable et de roches dans la rivière Ura, un affluent de rive gauche du fleuve Hime. Ce dernier se charge à son tour de boue et de débris rocheux et déborde. Dans la vallée fluviale en contrebas de la montagne, 26 habitations sont détruites et 23 personnes sont mortes ou portées disparues. Des rizières sont inondées et des centaines de villageois doivent être évacués de la zone envahie par les eaux boueuses,.
À Otari, ce glissement de terrain, l'un des trois plus importants éboulements observés au Japon au XXe siècle, est encore commémoré 100 ans après la catastrophe.

### Inondations de 1959
En septembre 1959, des pluies torrentielles engendrées par un typhon issu de la mer du Japon provoquent le débordement du fleuve Hime. 114 habitations sont détruites.

### Inondations de 1995
En juillet 1995, un front météorologique engendre de fortes précipitations qui provoquent le débordement du fleuve Hime. Dans son bassin, 38 habitations sont endommagées et plus de 150 inondées.

## Eau de source

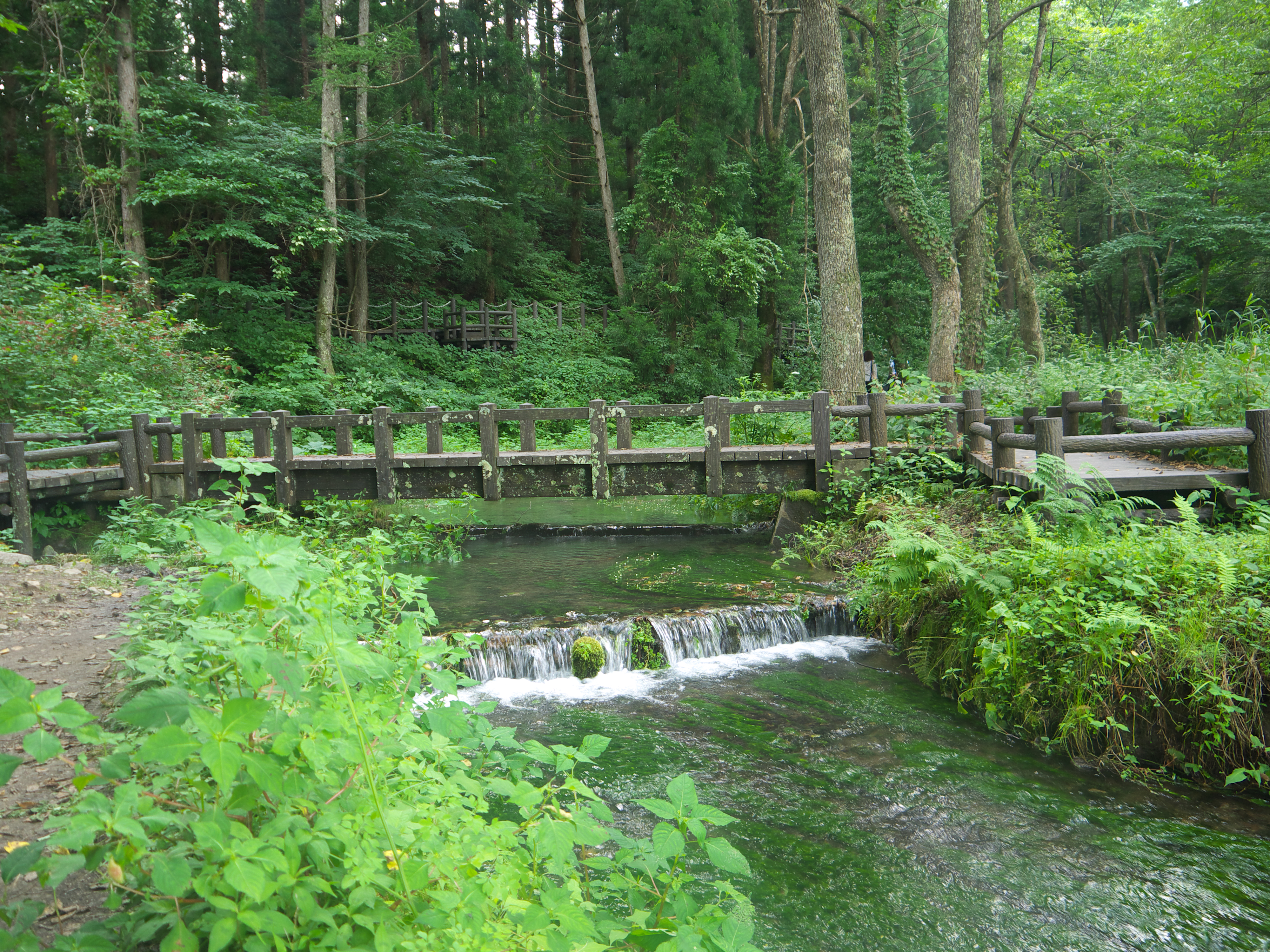
La source du fleuve Hime à Hakuba.

Depuis 1985, l'agence de l'environnement du Japon, devenue ministère de l'Environnement en 2001, établit chaque année un classement des 100 meilleures eaux de source du pays. L'eau de la source du fleuve Hime figure dans ce classement depuis sa création et a été classée à la 1re place du classement en 2000 et 2001.
La zone humide, Oyomi Shitsugen, dont les eaux souterraines alimentent le fleuve est une zone naturelle protégée de la préfecture de Nagano.

## Écosystème
Le bassin du fleuve Hime, étendu des marais au nord du lac Aoki jusqu'à la mer du Japon le long de la ligne tectonique Itoigawa-Shizuoka, comprend un riche écosystème et des paysages naturels variés.
Dans la région du cours moyen du fleuve, les forêts, en contrebas des montagnes, rassemblent de nombreux conifères, comme le pins nains de Sibérie, des aulnes et des hêtres. Le saro du Japon, un caprin classé monument naturel national, peut être aperçu le long du fleuve, tout comme l'ours noir d'Asie, le blaireau japonais, le tanuki du Japon, l'aigle royal, le pic épeiche et le rossignol à flancs roux.
Tout le long du cours d'eau, vivent diverses espèces de gobies et de tribolodons, des lamproies et des silures. Et les saumons chien et les Cobitis biwae sont une ressource alimentaire pour le martin-pêcheur commun et le martin-pêcheur tacheté,.
Des amphibiens, comme l'espèce de grenouille endémique du Japon : Pelophylax porosus, et de nombreux insectes prospèrent sur ses berges comme des criquets, des grillons, des tourniquets, des libellules et des papillons : l'aurore et Luehdorfia japonica notamment.
L'amont du fleuve, une zone humide, constitue une niche écologique pour de nombreuses espèces de plantes amphibies, comme le cresson d’eau, le trèfle d'eau, la ciguë aquatique, Scheuchzeria palustris. Il est aussi un habitat pour le symplocarpe fétide, l'adonis de l'Amour et l'iris d'eau japonais.

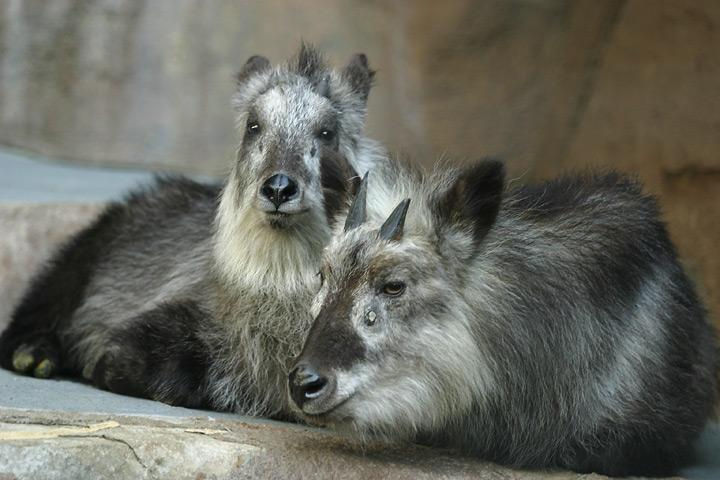
Saro du Japon.
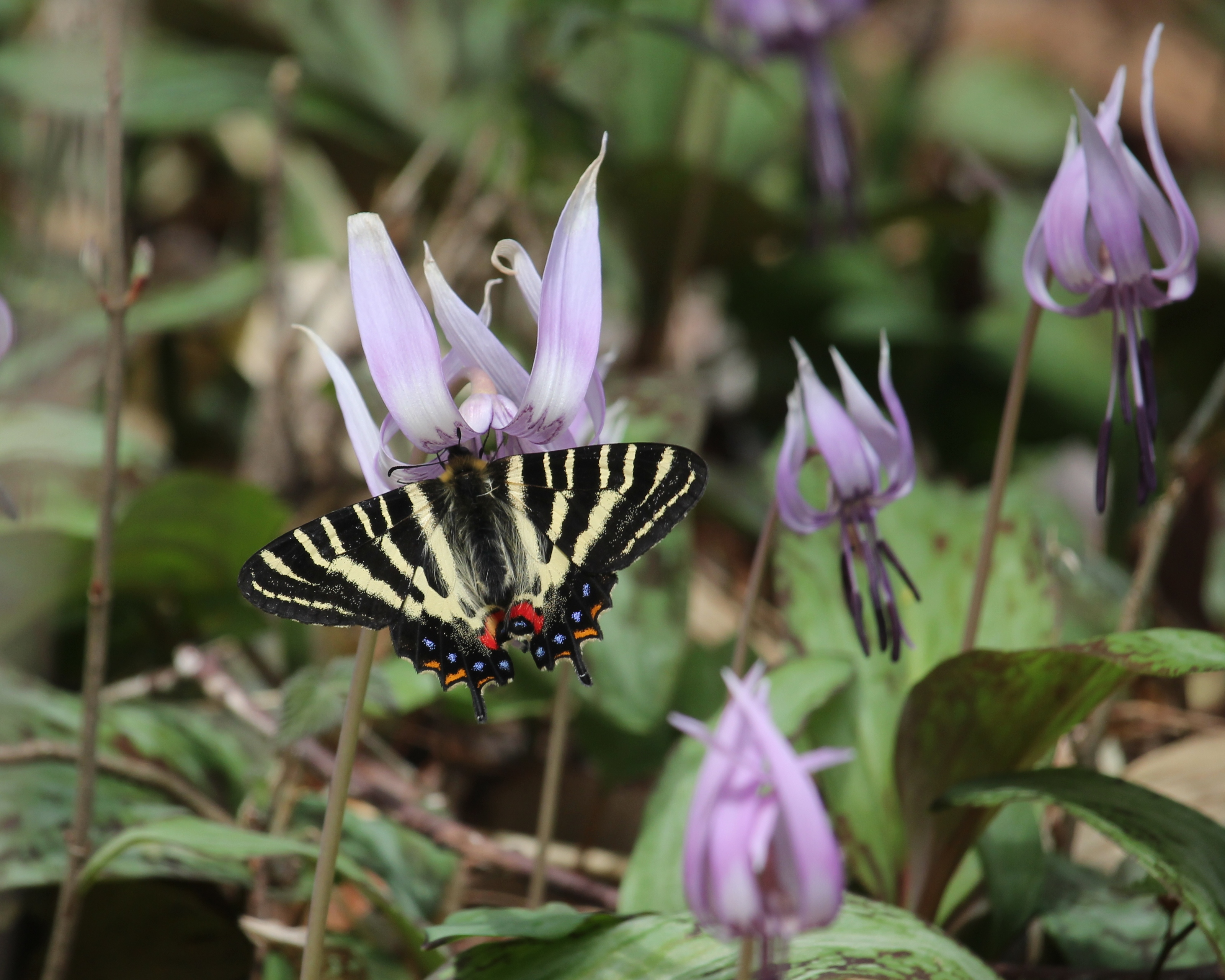
Luehdorfia japonica.
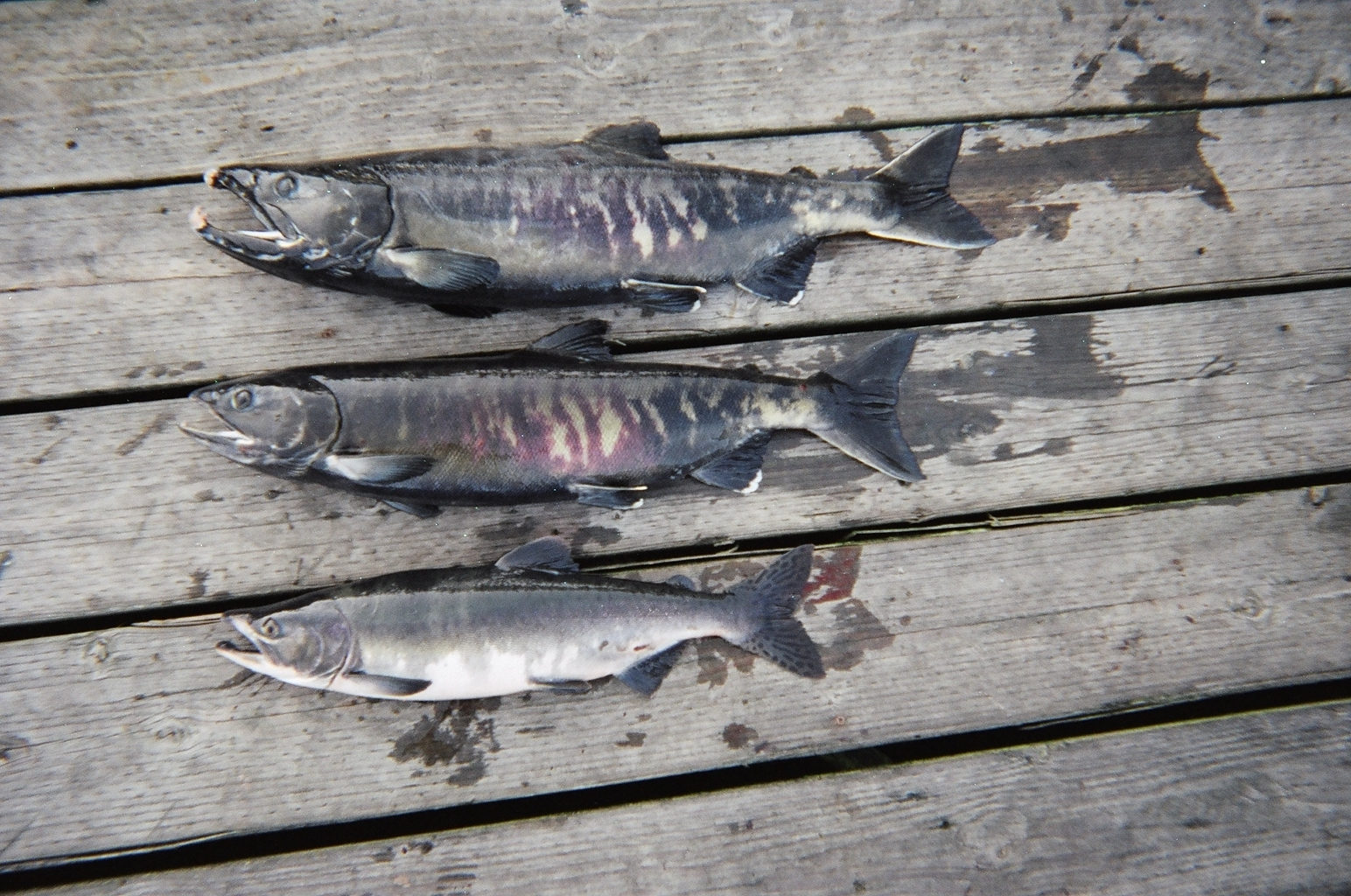
Saumon chien.
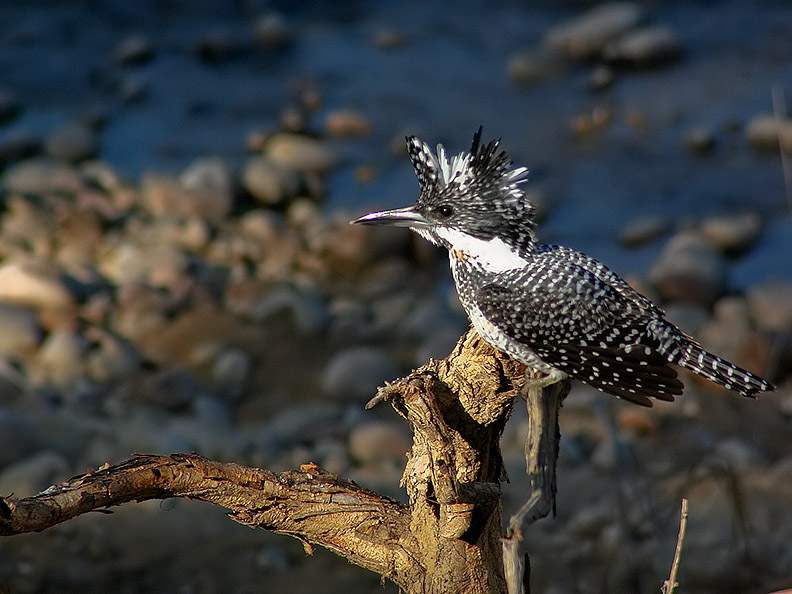
Martin-pêcheur tacheté.
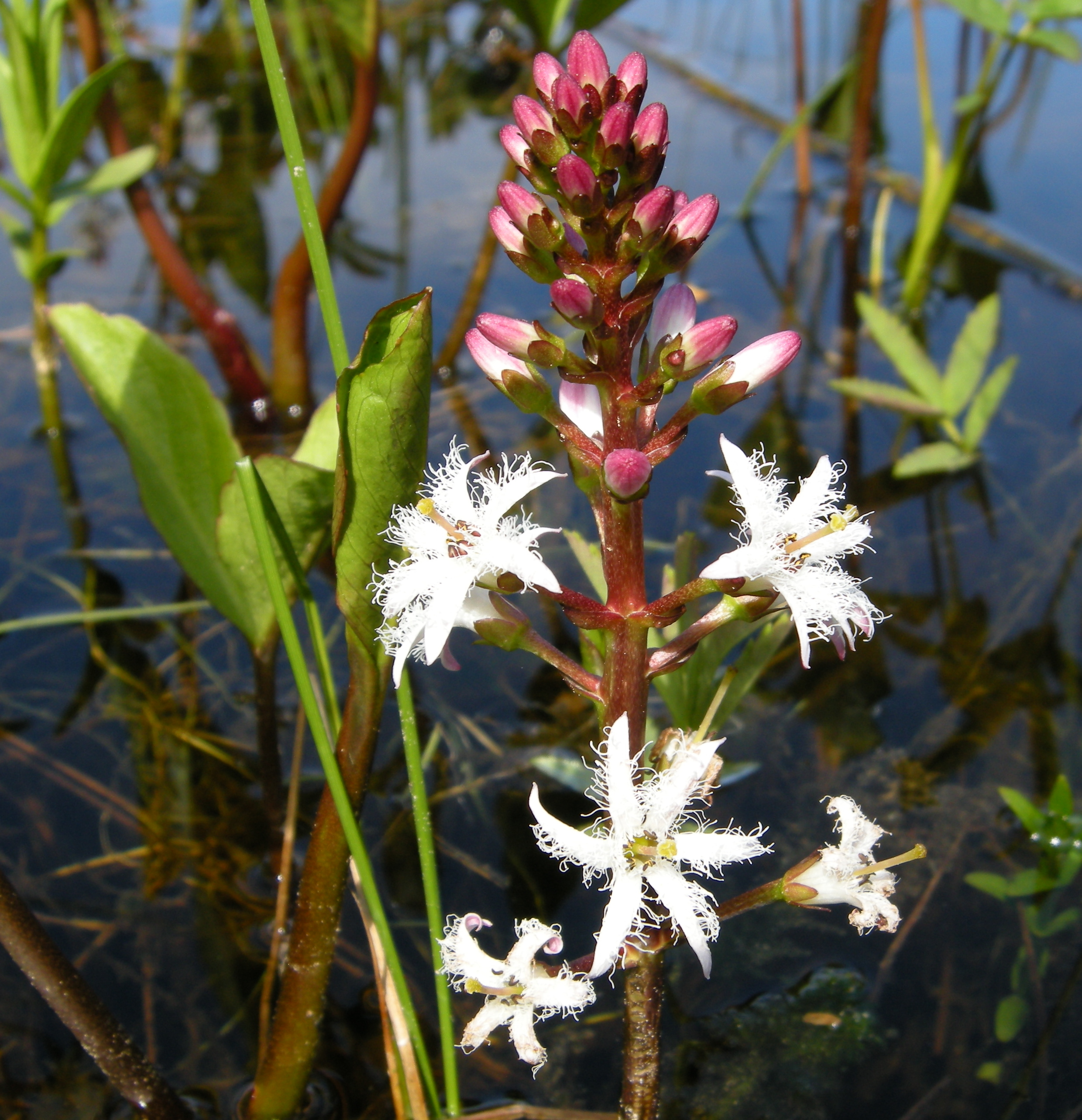
Trèfle d'eau.